# Adrian Gonzalez (beisebolista)
Adrián Savin González (San Diego, 8 de maio de 1982), também conhecido pelos apelidos A-Gon e Titán, é um jogador aposentado de beisebol que atuou como primeira base na Major League Baseball (MLB) pelos times Texas Rangers, San Diego Padres, Boston Red Sox, Los Angeles Dodgers e New York Mets..
González foi a primeira escolha geral do draft de 2000 da MLB dos Florida Marlins. Foi negociado com o Texas Rangers,  e posteriormente com o San Diego Padres, onde foi escalado para o All-Star Game por quatro vezes e vencedor do Prêmio Gold Glove winner. Foi negociado para o Boston Red Sox na temporada de 2011 e se mudou para os Los Angeles Dodgers  em agosto de 2012. Em 2018 foi transferido para o New York Mets.
González nasceu nos Estados Unidos, mas jogou pela seleção de beisebol do México nas edições do Clássico Mundial de Beisebol de 2006, 2009, 2013 e 2017.

## Vida pessoal
Gonzalez e sua esposa Betsy residem na estância balneária de La Jolla em San Diego. Eles tem duas filhas. O casal criou a  The Adrian and Betsy Gonzalez Foundation, que é focada em ajuda os jovens necessitados nas áreas de esporte, educação e saúde. Como partes de seus esforços, Gonzalez pagou pela reforma do complexo de esportes em Tijuana onde jogou quando jovem.
Gonzalez é Cristão e grava em seus bastões "PS 27:1" do versículo 1 do Salmo 27. Gonzalez falou sobre sua fé dizendo: "Eu não quero ser lembrado no beisebol. Quero ser lembrado pelo testemunho por Jesus Cristo. ... Estou apenas tentando usar esta plataforma para trazer as pessoas a Cristo."